# Авакян, Боб
Роберт Брюс «Боб» Авакян (англ. Robert Bruce "Bob" Avakian, род. 7 марта 1943, в Вашингтоне, округ Колумбия, США) — американский политический деятель маоистского толка, председатель Революционной коммунистической партии США (РКП) с 1979 года. Разработал официальную идеологию организации, базирующуюся на маоизме, названную «новый синтез» (англ. the New Synthesis) или «новый коммунизм» (англ. New Communism). Выходя из «новых левых», за четыре десятилетия Авакян написал несколько книг, включая автобиографию.

## Детство
Роберт Брюс Авакян родился в Вашингтоне (округ Колумбия) и вырос в Беркли (Калифорния) в семье американцев армянского происхождения. Его отец, Сперджен Авакян, был адвокатом, борцом за гражданские права и судьёй в округе Аламеда (Калифорния).

## Политическая деятельность
В молодости Боб Авакян участвовал в деятельности организации новых левых «Студенты за демократическое общество» (СДО) в Беркли, Движении за свободу слова и партии «Чёрные пантеры». В 1968 году он написал ряд статей для Партии мира и свободы, а в июле 1969 года принял участие в конференции «Чёрных пантер» в Окленде (Калифорния).. К лету 1969 года СДО распалась на три фракции, и Авакян, как один из ведущих членов фракции Революционного молодёжного движения II, был её кандидатом на место национального секретаря студенческой организации. Хотя на выборах секретаря Авакян уступил Марку Радду из фракции «Синоптики», он был избран в Национальный временный комитет. В течение этого периода Авакян также был одним из ведущих членов Революционного союза Области Залива (англ. Bay Area Revolutionary Union).
В начале 1970-х Авакян отбывал срок в тюрьме за «осквернение американского флага» во время демонстрации. В январе 1979 года он был обвинён в нападении на сотрудника полиции на демонстрации в Вашингтоне против встречи Дэн Сяопина с Джимми Картером. Когда был выдан ордер на его арест, Авакян вышел под залог и бежал во Францию. В 1980 году он произнёс речь перед 200 протестующих в центре Окленд. Обвинения против него в нападении на полицейского были сняты несколько лет спустя.
В 2000 году Авакян совершил турне с выступлениями по стране, а в 2005 году вышла его автобиография — From Ike to Mao and Beyond: My Journey from Mainstream America to Revolutionary Communist (в переводе с англ. — «От Айка до Мао и дальше: моё путешествие от господствующей Америки к революционному коммунисту»).
Авакян был председателем Центрального комитета и национальным лидером Революционной коммунистической партии с 1979 года. В 2016 году Революционная коммунистическая партия США и другие помогли сформировать организацию «Откажись от фашизма», которая выступает против президентства Дональда Трампа.

## Прием
Авакян считается противоречивой фигурой. Сторонники считают Авакяна революционным лидером, создателем передовой коммунистической теории, представляющей собой «путь к освобождению человечества» от капиталистической системы. Противники Авакяна критикуют его за предполагаемый «культ личности», сложившийся вокруг него в РКП,, что в самой партии опровергают как «ложь и клевету».
Авакян и его философия подверглись резкой критике со стороны Майка Эли и Марка Оппенгеймера из The Boston Globe.

## Избранная библиография
- 1979 — The Loss in China and the Revolutionary Legacy of Mao Tse-tung
- 1979 — Mao Tse-tung’s Immortal Contributions
- 1983 — For a Harvest of Dragons
- 1984 — A Horrible End, or an End to the Horror?
- 1985 — Bullets: From the Writings, Speeches, and Interviews of Bob Avakian
- 1986 — Democracy: Can't We Do Better Than That?
- 1992 — Phony Communism is Dead—Long Live Real Communism
- 1999 — Preaching from a Pulpit of Bones: We Need Morality But Not Traditional Morality
- 2005 — Observations on Art and Culture, Science and Philosophy'
- 2005 — From Ike to Mao and Beyond: My Journey from Mainstream America to Revolutionary Communist: A Memoir
- 2008 — Away with All Gods! Unchaining the Mind and Radically Changing the World
- 2008 — Communism and Jeffersonian Democracy
- 2011 — BAsics, from the Talks and Writings of Bob Avakian
- 2012 — What Humanity Needs: Revolution and the New Synthesis of Communism
- 2015 — Constitution, Law, and Rights in Capitalist Society and in the Future Socialist Society
- 2016 — The New Communism: The Science, the Strategy, the Leadership for an Actual Revolution, and a Radically New Society on the Road to Real Emancipation
- 2019 — Breakthroughs: The Historic Breakthrough by Marx, and the Further Breakthrough with the New Communism

## Фильмы
- 2003 — Revolution: Why It's Necessary, Why It's Possible, What It's All About
- 2012 — Revolution—Nothing Less!
- 2015 — Revolution and Religion: The Fight for Emancipation and the Role of Religion; A Dialogue Between Cornel West & Bob Avakian
- 2017 — The Trump/Pence Regime Must Go! In the Name of Humanity, We REFUSE To Accept a Fascist America, A Better World IS Possible
- 2018 — Why We Need An Actual Revolution And How We Can Really Make Revolution